# Inside: Zone 51
Pour plus de détails, voir Fiche technique et Distribution.
Inside: Zone 51 est un film documentaire américain réalisé en 2010 sur la Zone 51, base militaire secrète du Nevada aux États-Unis. Inspiré du livre Area 51 d'Annie Jacobsen, le film est réalisé pour National Geographic Channel
,.